# Eliminatoria al Torneo Sub-17 de la Concacaf de 2005
La Eliminatoria al Torneo Sub-17 de la Concacaf de 2005 se llevó a cabo del 23 de julio al 12 de diciembre de 2004 para definir a los participantes de la fase final del torneo.

## Zona Caribe

### Ronda preliminar
| Equipo 1                  | Agr. | Equipo 2          | Ida | Vuelta |
| ------------------------- | ---- | ----------------- | --- | ------ |
| Islas Vírgenes Británicas | 1-14 | Antigua y Barbuda | 0-6 | 1-8    |

### Primera ronda

#### Grupo A
Los partidos se jugaron en Trinidad y Tobago del 18 al 22 de agosto.
| País              | J | G | E | P | GF | GC | Pts |
| ----------------- | - | - | - | - | -- | -- | --- |
| Trinidad y Tobago | 3 | 3 | 0 | 0 | 27 | 2  | 9   |
| Barbados          | 3 | 2 | 0 | 1 | 4  | 5  | 6   |
| Bahamas           | 3 | 1 | 0 | 2 | 6  | 17 | 3   |
| Santa Lucía       | 3 | 0 | 0 | 3 | 3  | 16 | 0   |

| Equipo 1          | Resultado | Equipo 2          |
| ----------------- | --------- | ----------------- |
| Barbados          | 1-0       | Bahamas           |
| Trinidad y Tobago | 8-1       | Santa Lucía       |
| Santa Lucía       | 0-3       | Barbados          |
| Bahamas           | 1-14      | Trinidad y Tobago |
| Santa Lucía       | 2-5       | Bahamas           |
| Trinidad y Tobago | 5-0       | Barbados          |

#### Grupo B
Los partidos se jugaron en Jamaica del 11 al 15 de agosto.
| País                 | J | G | E | P | GF | GC | Pts |
| -------------------- | - | - | - | - | -- | -- | --- |
| Jamaica              | 3 | 3 | 0 | 0 | 14 | 1  | 9   |
| República Dominicana | 3 | 2 | 0 | 1 | 7  | 4  | 6   |
| Granada              | 3 | 0 | 1 | 2 | 2  | 6  | 1   |
| Antigua y Barbuda    | 3 | 0 | 1 | 2 | 2  | 14 | 1   |

| Equipo 1             | Resultado | Equipo 2             |
| -------------------- | --------- | -------------------- |
| Antigua y Barbuda    | 2-2       | Granada              |
| República Dominicana | 1-4       | Jamaica              |
| Granada              | 0-2       | República Dominicana |
| Antigua y Barbuda    | 0-8       | Jamaica              |
| República Dominicana | 4-0       | Antigua y Barbuda    |
| Jamaica              | 2-0       | Granada              |

#### Grupo C
Los partidos se jugaron en Antillas Neerlandesas del 18 al 22 de agosto.
| País                  | J | G | E | P | GF | GC | Pts |
| --------------------- | - | - | - | - | -- | -- | --- |
| Haití                 | 3 | 3 | 0 | 0 | 11 | 0  | 9   |
| Surinam               | 3 | 2 | 0 | 1 | 7  | 6  | 6   |
| Antillas Neerlandesas | 3 | 1 | 0 | 2 | 3  | 9  | 3   |
| Aruba                 | 3 | 0 | 0 | 3 | 2  | 8  | 0   |

| Equipo 1              | Resultado | Equipo 2              |
| --------------------- | --------- | --------------------- |
| Haití                 | 4-0       | Surinam               |
| Antillas Neerlandesas | 2-1       | Aruba                 |
| Aruba                 | 0-2       | Haití                 |
| Surinam               | 3-1       | Antillas Neerlandesas |
| Aruba                 | 1-4       | Surinam               |
| Antillas Neerlandesas | 0-5       | Haití                 |

#### Grupo D
Los partidos se jugaron en Cuba del 11 al 15 de agosto.
| País        | J | G | E | P | GF | GC | Pts |
| ----------- | - | - | - | - | -- | -- | --- |
| Cuba        | 3 | 3 | 0 | 0 | 9  | 0  | 9   |
| Bermudas    | 3 | 1 | 1 | 1 | 3  | 5  | 4   |
| San Vicente | 3 | 1 | 1 | 1 | 3  | 5  | 4   |
| Guyana      | 3 | 0 | 0 | 3 | 2  | 7  | 0   |

| Equipo 1    | Resultado | Equipo 2    |
| ----------- | --------- | ----------- |
| Bermudas    | 1-1       | San Vicente |
| Cuba        | 3-0       | Guyana      |
| Guyana      | 1-2       | Bermudas    |
| San Vicente | 0-3       | Cuba        |
| Guyana      | 1-2       | San Vicente |
| Cuba        | 3-0       | Bermudas    |

### Semifinales
| Equipo 1          | Agr. | Equipo 2 | Ida | Vuelta |
| ----------------- | ---- | -------- | --- | ------ |
| Jamaica           | 1-4  | Haití    | 0-4 | 1-0    |
| Trinidad y Tobago | 2-6  | Cuba     | 1-3 | 1-3    |

## Zona Centroamérica

### Grupo A
Los partidos se jugaron en El Salvador del 12 al 16 de diciembre.
| País        | J | G | E | P | GF | GC | Pts |
| ----------- | - | - | - | - | -- | -- | --- |
| El Salvador | 2 | 2 | 0 | 0 | 10 | 0  | 6   |
| Guatemala   | 2 | 1 | 0 | 1 | 3  | 1  | 3   |
| Nicaragua   | 2 | 0 | 0 | 2 | 0  | 12 | 0   |

| Equipo 1    | Resultado | Equipo 2    |
| ----------- | --------- | ----------- |
| Nicaragua   | 0-3       | Guatemala   |
| Guatemala   | 0-1       | El Salvador |
| El Salvador | 9-0       | Nicaragua   |

### Grupo B
Los partidos se jugaron en Honduras del 8 al 12 de diciembre.
| País     | J | G | E | P | GF | GC | Pts |
| -------- | - | - | - | - | -- | -- | --- |
| Honduras | 2 | 2 | 0 | 0 | 7  | 1  | 6   |
| Panamá   | 2 | 1 | 0 | 1 | 7  | 3  | 3   |
| Belice   | 2 | 0 | 0 | 2 | 1  | 11 | 0   |

| Equipo 1 | Resultado | Equipo 2 |
| -------- | --------- | -------- |
| Belice   | 0-5       | Honduras |
| Panamá   | 6-1       | Belice   |
| Honduras | 2-1       | Panamá   |